# Переулок Айвазовского (Киев)
Переу́лок Айвазо́вского (укр. прову́лок Айвазо́вського) — переулок в Шевченковском районе города Киева, в местности Татарка. Пролегает от Нагорной улицы до конца застройки.

## История
Возник в XIX веке под названием Ольгинский переулок в честь Киевской княгини Ольги. Современное название — в честь живописца Ивана Константиновича Айвазовского с 1939 года.
Является одной из самых коротких улиц Киева.

## Учреждения
- Шевченковская районная государственная больница ветеринарной медицины (№ 5)